# K30 Biho
Le K30 Biho sud-coréen ( coréen : 비호, Hanja : 飛虎; littéralement "Flying Tiger  ") est un véhicule antiaérien automoteur équipé de canons jumeaux de 30 mm, il a été développé pour répondre aux besoins opérationnels des forces armées de la République de Corée pour un système de défense aérienne à courte portée très mobile adapté aux conditions opérationnelles et de terrain de la péninsule coréenne. Il combine un canon de 30 mm à guidage électro-optique avec un système de radar de surveillance sur un châssis K200.
Le K30 est principalement construit par Hanwha Defence.

## Histoire
Le K30 a été annoncé pour la première fois en tant que projet en 1983 avec 600 personnes effectuant des recherches et un budget d'environ 10 milliards de wons dépensés en R&D. En septembre 2001, la production de prototypes a été réalisée par Tong-il Heavy Industries avant que Doosan Infracore ne conclue un contrat avec le programme coréen d'acquisition de défense en 2007. Une première commande a été passée en 2002 pour fournir le K30.
La commande complémentaire d'environ 500 milliards de won (543 millions de $) a été livrée à l'armée sud-coréenne à partir de 2008.
Le K30 a été inclus dans l'offre de l'Inde pour un nouveau système SPAAG en 2015 avec des tests effectués jusqu'en 2017.
HDS a annoncé que l'Inde avait sélectionné le K30 pour moderniser ses systèmes de défense aérienne. Il a été rapporté qu'un concurrent anonyme avait menacé d'interférer avec la signature du contrat aux côtés d'éléments pro-russes du gouvernement indien en raison de "parti pris" dans le processus de sélection.
En 2021, une variante à roues du K30 Biho, connue sous le nom de Sky Tiger, un système de véhicule à roues anti-aérien, est entré en service dans l'armée de la République de Corée. Sky Tiger comprend une tourelle K30 modifiée montée sur un véhicule blindé de transport de troupes 8 × 8 K808 et remplacera le vieillissant M167 Vulcan.

## Caractéristiques générales
Un système K30 Biho se compose de deux canons de calibre 30 mm, un radar de surveillance et de conduite de tir TPS-830K, un système de ciblage électro-optique (EOTS), un périscope panoramique, un système infrarouge frontal (FLIR), un télémètre laser (LRF), un viseur thermique, une caméra TV, et un système de conduite de tir numérique. Le système de ciblage combiné d'EOTS, FLIR et LRF a une plage de ciblage de plus de 10 km (6,21371192 mi) . Le radar TPS-830K peut détecter et suivre une cible de 2 m2 (21,5278208 pi2) RCS (radar cross section), à une portée de 17 km (10,563310264 mi). Les canons ont une cadence de tir cyclique de 600 c/min et une portée anti-aérienne effective de 3 000 m (1,864113576 mi), et chacun est chargé de 300 cartouches. En décembre 2013, la DAPA a annoncé que le Biho avait été intégré au missile sol-air Shingung pour augmenter sa couverture à 7 km. Deux modules contenant chacun deux missiles sont montés, un de chaque côté de la tourelle. L'intégration et la conception avec les missiles ont été achevées en 2014 et, en octobre 2015, le système était en production à plein régime. Le véhicule amélioré était en service fin 2018.
Le radar TPS-830K du K30 est en bande X (8 à 12,5 GHz) radar Doppler à impulsions de surveillance et de contrôle de tir, spécialisé pour une utilisation contre les aéronefs volant à basse altitude. Ses caractéristiques comprennent l'alerte précoce en temps réel, la détection de cibles multiples, une bande L intégrale (1 à 2 GHz) sous-système d'identification ami ou ennemi (IFF), compression d'impulsion, agilité de fréquence et indication de cible mobile adaptative comme les contre-mesures radar. Il fournit des données de calcul balistique au système de contrôle de tir numérique pour diriger la visée du système de ciblage électro-optique, qui aligne ensuite les canons de calibre 30 mm avec la cible pour un tir précis. Le radar peut être installé sur un véhicule séparé (généralement un camion à six roues de 5 tonnes avec un groupe électrogène auto remorqué) pour servir de plate-forme de surveillance indépendante pour d'autres systèmes de défense aérienne à courte portée. Le système FLIR secondaire et le télémètre laser complètent le radar TPS-830K pour fournir des moyens de ciblage supplémentaires au cas où le radar serait rendu inopérant ou éteint pour conserver l'élément de surprise contre les aéronefs équipés de récepteurs d'alerte radar.
Le K30 adapte le châssis du véhicule de combat d'infanterie K200, mais présente quelques différences. Il a une roue supplémentaire dans sa suspension et utilise un moteur D2840L au lieu du moteur D2848T du K200, avec une augmentation de la puissance du moteur de 350 chevaux à 520 chevaux, nécessaires puisque le K30 pèse presque deux fois plus que le K200. La transmission X200-5K d'Allison Transmission est également remplacée par la transmission HMPT500-3EK/4EK de S&T Dynamics pour accueillir le moteur le plus puissant. Le châssis modifié conserve en grande partie la protection et la capacité amphibie du châssis d'origine.

## Utilisateurs

### Utilisateurs actuels
- Corée du Sud[12]

### Ventes échouées
- Inde – Le système a été présélectionné par l'armée indienne après avoir concouru contre le Tunguska-M1 et le Pantsir-S1 dans le cadre du programme SPAD-GMS (Self Propelled Air Defence Gun Missile System) de l'armée indienne, et un total de 104 unités a été commandé par l'Inde en mai 2019 comme une partie d'un accord de 2,6 milliards $, mais la commande a été annulée en septembre 2020 en faveur d'un système développé localement dans le cadre de l'initiative Atmanirbhar Bharat. Hybrid Biho a récemment été reconnu comme le système anti-drone efficace et lié au projet "SPAD-GMS" de l'Inde[13],[14].